# Cyrtodactylus sumonthai
Cyrtodactylus sumonthai là một loài thằn lằn trong họ Gekkonidae. Loài này được Bauer, Pauwels & Chanhome mô tả khoa học đầu tiên năm 2002.